# Fontoura Xavier
Fontoura Xavier este un oraș în Rio Grande do Sul (RS), Brazilia.